# ایلییا
ایلییا (به بلغاری: Iliya) یک منطقهٔ مسکونی در بلغارستان است که در شهرستان نوستینو واقع شده‌است.